# 格溫
50°51′10″N 24°33′31″E / 50.85278°N 24.55861°E
格溫（烏克蘭語：Гевин），是烏克蘭西北部的村莊，隸屬沃倫州的沃洛德米爾區。該村面積0.03平方公里，2001年人口6，人口密度每平方公里193.55人。